# Ludwig Gehm
Ludwig Gehm (né le 23 février 1905 à Kaiserslautern, mort le 13 août 2002 à Francfort-sur-le-Main) est un résistant social-démocrate allemand au nazisme.

## Biographie
À l'âge de six ans, Ludwig Gehm s'installe à Francfort-sur-le-Main avec ses parents en 1911, son père ayant été expulsé en tant que chef de la grève de Bavière, à laquelle appartient le Palatinat à cette époque. À l'âge de 14 ans, il rejoint la Jeunesse ouvrière socialiste (de) et suit un apprentissage de tourneur. Après son entrée au SPD en 1921, il est aussi actif dès le début dans le syndicalisme. En 1927, il rejoint l'Internationaler Sozialistischer Kampfbund. Contrairement au SPD, l'ISK se prépare intensivement à partir de 1932 en vue d'activités clandestines contre les nationaux-socialistes.
Dès la prise de pouvoir d'Adolf Hitler en 1933, Gehm participe activement à des actions de résistance, telles que la perturbation des rassemblements nazis par le sabotage technique, le sauvetage des réfugiés politiques et la création d'un cercle de résistance (sous la couverture d'un restaurant végétarien). En 1936, il est arrêté pour la première fois. Cependant, en raison du bon camouflage des actions de l'ancien ISK, une petite partie seulement des actions menées lui est imputée. 
Ludwig Gehm est finalement condamné en 1938 à deux ans de prison pour tentative de haute trahison. Cependant, la Gestapo exige après sa libération (en tenant compte de la détention préventive depuis 1936) une nouvelle peine et c'est ainsi qu'il est transféré en 1939 dans le camp de concentration de Buchenwald. Il subit pendant quatre ans de terribles conditions d'emprisonnement. Comme chaque homme est requis comme soldat en 1943, il est enrôlé immédiatement après sa libération de Buchenwald dans la 999. Afrika Division. En opération en Grèce en 1944, Gehm déserte et combat au sein de la résistance grecque (ELAS) contre les SS. Il devient membre du comité antifasciste pour une Allemagne libre. Il est capturé par les Anglais et emmené en Afrique du Nord.
Après sa libération en tant que prisonnier de guerre en 1947, Ludwig Gehm rejoint le SPD et est secrétaire adjoint du parti jusqu'en 1970. En 1958, il est élu conseiller municipal à Francfort-sur-le-Main et conserve cette fonction jusqu'en 1972. En reconnaissance de son travail dans la résistance contre les national-socialistes, Ludwig Gehm reçoit la médaille Wilhelm-Leuschner en 1970. La ville de Francfort l'honore en 1991 avec la médaille Johanna-Kirchner.
En 1983, Gehm est interviewé, pour la première fois, par la ZDF, sur son emprisonnement à Buchenwald et sa participation à la résistance. Après l'interview, il décide d'utiliser son expérience pour éduquer les jeunes et, dans les années 1980 et 1990, il prend part à plusieurs centaines d'événements dans toute l'Allemagne et devient vice-président fédéral de l'association des sociaux-démocrates persécutés par le nazisme.